# Vitoriano Ramos
Vitoriano da Silva Ramos, noto semplicemente come Vitoriano Ramos (Póvoa de Varzim, 14 aprile 1956), è un ex calciatore portoghese, di ruolo difensore.

## Biografia
Anche i figli Francisco Ramos ed Hernâni Ramos e il nipote Luís Carlos Novo Neto sono calciatori.

## Carriera
Ha giocato nella massima serie portoghese con il Varzim e il Porto.